# Типиш-Джага
Типиш-Джага (чечен. Типши-ЖагӀа) — река в России, протекает в Чеченской Республике. Устье реки находится в 14 км по правому берегу реки Ахко. Длина реки составляет 13 км, площадь водосборного бассейна — 10,9 км².
Высота истока — 572 м над уровнем моря. Высота устья — 220 м над уровнем моря. Уклон реки — 27,08 м/км.

## Данные водного реестра
По данным государственного водного реестра России, относится к Западно-Каспийскому бассейновому округу, речной бассейн — реки бассейна Каспийского моря междуречья Терека и Волги, речной подбассейн отсутствует, водохозяйственный участок — Сунжа от впадения реки Аргун до устья.
Код объекта в государственном водном реестре — 07020001312108200006319.